# Rotterdam Tour
Le Rotterdam Tour est une ancienne course cycliste féminine disputée aux Pays-Bas. Créé en 1998, il a d'abord porté le nom de Ladies Tour Beneden-Maas lors de ses deux premières éditions. Il a fait partie de la Coupe du monde de cyclisme sur route féminine durant toute son existence. Deux lauréates de la coupe du monde ont remporté le Rotterdam Tour l'année de leur succès : Diana Žiliūtė en 1998 et Petra Rossner en 2002.

## Palmarès
| Année             | Vainqueur           | Deuxième             | Troisième            |
| ----------------- | ------------------- | -------------------- | -------------------- |
| Tour Beneden-Maas |                     |                      |                      |
| 1998              | Diana Žiliūtė       | Ina-Yoko Teutenberg  | Viola Paulitz        |
| 1999              | Petra Rossner       | Leontien van Moorsel | Anna Wilson          |
| Rotterdam Tour    |                     |                      |                      |
| 2000              | Chantal Beltman     | Leontien van Moorsel | Gulnara Fatkúlina    |
| 2001              | Judith Arndt        | Debby Mansveld       | Monica Valvik-Valen  |
| 2002              | Petra Rossner       | Regina Schleicher    | Debby Mansveld       |
| 2003              | Chantal Beltman     | Diana Žiliūtė        | Susanne Ljungskog    |
| 2004              | Petra Rossner       | Angela Hennig        | Tanja Schmidt-Hennes |
| 2005              | Ina-Yoko Teutenberg | Alessandra D'Ettorre | Luisa Tamanini       |
| 2006              | Ina-Yoko Teutenberg | Tanja Schmidt-Hennes | Kirsten Wild         |